# Um Mitternacht (Mörike)

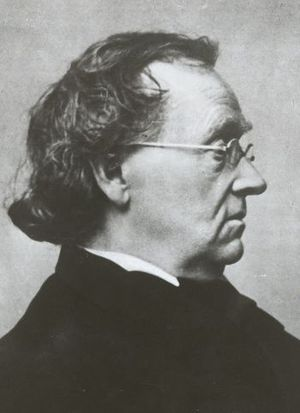
Eduard Mörike

Um Mitternacht ist der Titel eines Gedichts von Eduard Mörike (1804–1875), das am 23. Mai 1828 im Morgenblatt für gebildete Stände veröffentlicht wurde.
Das Werk gehört zu seinen bekanntesten Gedichten, findet sich in zahlreichen Lyrik-Anthologien wie dem „Conrady“ oder dem „Ewigen Brunnen“ und wurde von Hugo Wolf in seinen Mörike-Liedern sowie von Hugo Distler in seinem Mörike-Chorliederbuch und von Josef Gabriel Rheinberger als eines der Fünf Lieder op. 31 vertont.
Mörike, der mit seiner Dinglyrik (An eine Äolsharfe, Auf eine Lampe) Rainer Maria Rilke beeinflusste, verzichtete hier auf jegliche lyrische Perspektivierung des betrachtenden Ichs.
Die Verse standen am Ende der ersten Gedichtausgabe und stellten so mit dem Eröffnungsgedicht An einem Wintermorgen, vor Sonnenaufgang sein lyrisches Werk in den Rahmen eines Tagesablaufs.

## Form und Inhalt
Die metrische Struktur des aus zwei Strophen bestehenden Gedichts ist auffällig. Der erste Teil besteht aus jeweils zwei vier- und zwei fünfhebigen Versen mit männlichen jambischen Paarreimen, während der zweite aus rhythmisch bewegteren Daktylen gebildet wird; zunächst zwei vierhebige, männlich gereimte, dann ein verkürzter und schließlich ein dreihebiger Vers mit weiblicher Endung, der durch die Wiederholung des Wortes „Tage“ einen echoartigen Charakter hat.
Die Verse lauten:
Gelassen stieg die Nacht ans Land,

Lehnt träumend an der Berge Wand,

Ihr Auge sieht die goldne Waage nun

Der Zeit in gleichen Schalen stille ruhn;

Und kecker rauschen die Quellen hervor,

Sie singen der Mutter, der Nacht, ins Ohr

Vom Tage,

Vom heute gewesenen Tage.

Das uralt alte Schlummerlied,

Sie achtet’s nicht, sie ist es müd;

Ihr klingt des Himmels Bläue süßer noch,

Der flüchtgen Stunden gleichgeschwungnes Joch.

Doch immer behalten die Quellen das Wort,

Es singen die Wasser im Schlafe noch fort

Vom Tage,

Vom heute gewesenen Tage.
Der metrischen Zweiteilung entspricht der Gegensatz von Tag und Nacht, der das Gedicht strukturiert. Während in den beiden ersten jambischen Hälften die Nacht auftritt, die zunächst in mythischer Größe gelassen ans Ufer steigt, sich der träumend-versunkenen Betrachtung hingibt und der Sphärenmusik lauscht, sind die zweiten Hälften den Quellen gewidmet, deren keckes Rauschen sich im bewegten Auf und Ab des daktylischen Versmaßes wiederfindet.

## Hintergrund und Besonderheiten

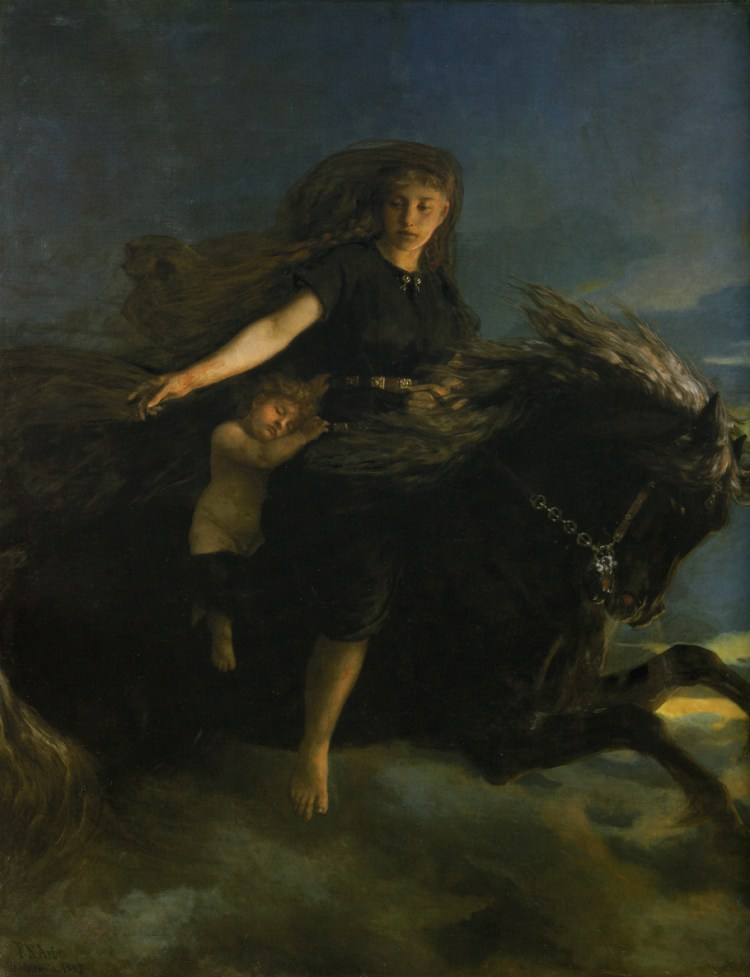
Nott reitet ihr Pferd Hrimfaxi,Gemälde von Peter Nicolai Arbo

In der griechischen Mythologie ist Nyx, in der nordischen hingegen Nótt die Personifikation der Nacht.
In Mörikes Versen betritt sie, mächtig und gelassen, das Land und gibt sich der Kontemplation hin, womit das Thema der Zeitlichkeit umkreist wird, mit dem sich Mörike lange beschäftigt hat.
Die Nacht will in ruhig-meditativer Haltung den ewigen Fluss der Zeit vergessen, wird dabei indes immer wieder unterbrochen und auf eine andere sinnliche Ebene geführt. Zunächst sieht sie andächtig die ausgeglichene goldene Waage der Zeit, ein Bild der Ewigkeit, dessen Genuss vom Rauschen der Quellen unterbrochen wird. Diese symbolisieren das Verfließen der Zeit, das auch im Wechsel der Tempora von „stieg“ im ersten zu „lehnt“ und „sieht“ im zweiten und dritten Vers deutlich wird und akustisch vernehmbar ist.
Die Nacht, so am Anfang der zweiten Strophe, will nicht auf dieses „alte Schlummerlied“ achten und genießt das Klingen der Himmelsbläue, ein synästhetisches Bild, in dem sich unterschiedliche Sinnesbereiche vermischen, wie es auch aus Eichendorffs Lyrik bekannt ist.

## Deutungen und Bezüge
Heinz Politzer verweist auf das gleichnamige Altersgedicht Johann Wolfgang von Goethes von 1818, das seit 1821 in der Neuen Liedersammlung von Carl Friedrich Zelter vorlag, so dass Mörikes sechs Jahre später geschriebenes Werk als Antwort zu lesen wäre. Bei Goethe ist der dreimal wiederholte Refrain „Um Mitternacht“ der Titel selbst, während im Kehrreim Mörikes „vom heute gewesenen Tage“ die Mitternacht als der Augenblick des Tages gezeigt wird, der Gegenwart und Vergangenheit verbindet. Sei Goethes Gedicht, das „ein wundersamer Zustand bei hehrem Mondenschein“ ihm gebracht habe und das er als sein „Lebenslied“ bezeichnete, väterlich geprägt, biete Mörike eine mütterliche Perspektive.
Die kecken Quellen verdanken ihre Existenz der Mutter Nacht, die wie ein mythisches Urweib aus den Fluten steigt. Ihre Gelassenheit und das Verhältnis zu ihren Kindern sind für Politzer als matriarchalische Gebärde zu verstehen und erinnern an die Mutter, die ihre Kinder ruhig in den Armen hält. Es scheine, als hätte Mörike die Lehre Johann Jakob Bachofens vom Mutterrecht vorweggenommen.
Zwar fehle das lyrische Ich des Dichters, dessen Blicke nicht gezeigt werden. Das auf diese Weise menschenleere Gedicht sei aber nicht objektiv, sondern zeige die Welt aus den Augen der Nacht, die auf die ausgeglichene Waage der Zeit blickt. Ihre Müdigkeit reicht über das Quellenlied hinaus: Die ganze Welt sinkt in Schlaf, während die Nacht in synästhetischer Versenkung dem Blau des Himmels lauscht und so die Elemente Luft, Wasser und Erde, aus der die Quellen kommen, vereinigt. Wie bei Goethe handele es sich um ein Lebenslied, hier indes sei es ein Lied vom Leben der Welt.
Für Ulrich Kittstein bezieht sich der Quellengesang ausschließlich auf die Vergangenheit und darf deswegen nicht mit der Dimension der Zeit schlechthin gleichgesetzt werden: Das „alte Schlummerlied“ der Quellen, das unentwegt vom „heute gewesenen Tage“ singt, will vielmehr gegen den Strom der Zeit ansingen. Die aus der tiefen Erde kommenden Quellen führen so die Erinnerung mit sich und haben die Kraft, die Vergänglichkeit zu überwinden. Das Gedicht umkreise nicht den Gegensatz zwischen ewigem Augenblick und Verrauschen der Zeit, sondern öffne zwei Wege, die Vergänglichkeit zu bewältigen: Die Versenkung auf der einen, die Erinnerung auf der anderen Seite. Mörike verzichte darauf, den richtigen Weg und eine Hierarchie der Werte vorzugeben, auch wenn es auf den ersten Blick so aussehe, als hätte er die Nacht mit ihrer ruhigen Würde gegenüber den geschwätzigen Quellen bevorzugt.